# Ein Jahr in der Hölle
Ein Jahr in der Hölle (The Year of Living Dangerously) ist ein australisches Filmdrama von Peter Weir aus dem Jahr 1982. Die Handlung basiert auf einem Roman von C. J. Koch, der auch einer der Drehbuchautoren war. Die Hauptrollen spielten Mel Gibson und Sigourney Weaver.

## Handlung
Der Reporter Guy Hamilton arbeitet für eine australische Nachrichtenagentur. Er kommt Mitte der 60er Jahre nach Jakarta, wo Präsident Sukarno einen harten Konfrontationskurs gegen den Westen fährt und sich als Führer der dritten Welt zu profilieren sucht. Es ist sein erster Auslandseinsatz, und Guy ist entschlossen, sich zu bewähren. Doch er leidet unter dem schlechten Image seines Vorgängers auf dem Posten und wird sowohl von seinen Reporterkollegen als auch von der indonesischen Regierung geschnitten. Dann lernt Guy den kleinwüchsigen Fotografen Billy Kwan kennen, ebenfalls Australier und mit chinesischen Vorfahren. Billy bietet Guy einen Deal an: Mit Hilfe seiner exzellenten Kontakte versorgt er Guy mit Stories. Im Gegenzug beschäftigt Guy Billy exklusiv als Fotografen. So verschafft Billy Guy ein Interview mit dem Anführer der kommunistischen Partei Indonesiens Aidit, was im Ausland für große Beachtung sorgt.
Durch die Vermittlung von Billy lernt Hamilton die britische Botschaftsangestellte Jill Bryant kennen. Obwohl sie in wenigen Wochen das Land verlassen wird, beginnen die beiden eine Liebesbeziehung.
Guy bemerkt, dass Billy eine Akte über ihn anlegte und hält ihn zeitweise für einen Spion. Jill beruhigt Guy, dass Billy Akten über alle Menschen anlege, die ihm etwas bedeuten würden.
Jill warnt Guy, dass sich ein mit Waffen für die Kommunisten beladenes Schiff auf dem Weg nach Indonesien befindet und somit ein Bürgerkrieg unmittelbar bevorsteht. Jill möchte, dass Guy das Land verlässt, doch Guy nutzt die Information beruflich und sucht nach dem Hafen, in dem die Lieferung ankommen könnte. Die enttäuschte Jill beendet daraufhin die Beziehung. Auch die Warnung von Guys Assistenten Kumar, selbst Mitglied der kommunistischen Partei, dass Guys Name auf der Todesliste der Kommunisten steht, kann ihn nicht von weiteren Recherchen abhalten.
Billy Kwan, ehemals ein großer Verehrer Sukarnos, hat sich von diesem abgewendet und protestiert in einem Hotel mit einem Plakat gegen dessen Politik. Doch bevor Sukarno das Hotel erreicht, entfernen Sicherheitsleute das Plakat und stürzen Billy aus dem Fenster. Er stirbt in Guys Armen.
Als der Bürgerkrieg beginnt, gerät Guy zwischen die Fronten und wird von Regierungssoldaten schwer verletzt, sodass er beinahe erblindet. In Billys Bungalow wartet er nahezu bewegungsunfähig den Ausgang des Bürgerkrieges ab. Als er erfährt, dass die Kommunisten verloren haben, entscheidet er sich gegen seine Arbeit und schlägt sich durch die weitgehend gesperrte Stadt zum Flughafen durch, wo er Jill schließlich wiedertrifft.

## Kritiken
- Vincent Canby schrieb in der New York Times vom 21. Januar 1983, dass der Film ein gutes, romantisches Melodrama sei. Canby lobte die Regie, die Bilder und die Darsteller; darunter vor allem Mel Gibson.[4]
- Christopher Null lobte auf www.filmcritic.com die Darstellung von Linda Hunt.[5]
- Prisma-online.de schrieb, dass der Film exzellent gespielt und fotografiert sei.
- Lexikon des internationalen Films: Melodramatische Spannungsgeschichte, die sich weniger um den zeitgeschichtlichen Hintergrund kümmert, sondern über die Hoffnung auf Selbsterkenntnis des einzelnen und eines ganzen Volkes reflektiert. Filmisch dicht und überzeugend, voller Querverweise zwischen innerer und äußerer Erzählebene.[6]

## Auszeichnungen
Linda Hunt gewann für die Darstellung Billy Kwans im Jahr 1984 den Oscar als Beste Nebendarstellerin. Sie ist die erste Frau, die für die Darstellung einer männlichen Rolle diesen Preis verliehen bekam. 1984 wurde sie für den Golden Globe Award nominiert, außerdem gewann sie 1983 den Australian Film Institute Award, den Los Angeles Film Critics Association Award, den New York Film Critics Circle Award und den National Board of Review Award; 1984 den Boston Society of Film Critics Award und den Kansas City Film Critics Circle Award.
Der Film wurde in zwölf weiteren Kategorien für den Australian Film Institute Award nominiert, darunter Mel Gibson, Peter Weir und Maurice Jarre. Peter Weir wurde bei den Internationalen Filmfestspielen von Cannes 1983 für die Goldene Palme nominiert. Die Drehbuchautoren wurden 1984 für den Preis der Writers Guild of America nominiert. Der Film gewann 1984 einen der spanischen Premio del Círculo de Escritores Cinematográficos.

## Hintergrund
Die Handlung befasst sich mit Ereignissen um die Bewegung 30. September. Die Ausstrahlung dieses Films wurde bis zum Jahr 2000 in Indonesien verboten. Die Dreharbeiten fanden in Australien und auf den Philippinen statt.